# Jerrold Brooks
Jerrold Brooks (Rochester, 27 settembre 1991) è un ex cestista statunitense.